# Piers Gaveston
Piers Gaveston, född cirka 1284 i Gascogne, död 19 juni 1312 vid Blacklow Hill i närheten av Warwick, var en gasconsk-engelsk adelsman och Edvard II av Englands gunstling.  

## Biografi
Piers var son till Sir Arnaul de Gabaston, en gasconsk soldat i Edvard I:s tjänst. Han kom till det kungliga hushållet som pojke och blev vän med prinsen. Detta ogillades av kungen som inte ville att sonen skulle umgås med någon av så låg börd. När Edvard ville förläna Ponthieu till Gaveston flög kungen upp ursinnig: "Din eländige horunge!" skrek kung Edvard. "Du vill nu dela ut landområden? Har du någonsin erövrat några? Så sant som Gud lever, om jag inte vore rädd för att splittra riket, skulle jag aldrig låta dig få ditt arv!" Sedan greppade han tag i prins Edvard i håret och slängde honom i golvet och sparkade sig utmattad. 
Kung Edvard landsförvisade sedan Gaveston, i syfte att straffa sonen mer än Gaveston. Han tvingade prins Edvard och Piers att svära en ed att de aldrig mer skulle ses utan hans tillåtelse. Piers satte segel mot Frankrike med många fina gåvor från prinsen i lasten. Men så fort fadern hade dött i juli 1307 återkallade den nye kungen Gaveston och förlänade honom Cornwall. 
Gaveston var gift med Margaret de Clare (1293–1342), ett barnbarn till Edvard I och gjordes till earl av Cornwall av sin vän kungen. Han regerade över riket då Edvard reste till Frankrike 1308 för att gifta sig med Isabella av Frankrike. Gaveston ogillades såväl av den nya drottningen som av adeln och de båda männen som var ungefär jämnåriga antas ha haft en homosexuell relation.
Efter sitt slarv vid kröningen sändes Gaveston till Irland som regent. Han återvände senare samma år och fick ännu fler fiender, och den mäktigaste av dem var Thomas av Lancaster, en av kungens kusiner, som Gaveston besegrade i ett tornerspel. Lancaster ledde oppositionen och tvingade kungen att återigen utvisa Gaveston. Då han återvände tillfångatogs han av sina fiender och avrättades. Han skulle snart ersättas av Hugh le Despenser. 
Gaveston är en betydande rollfigur i Christopher Marlowes pjäs Edward II.